# Výzkumný a zkušební letecký ústav

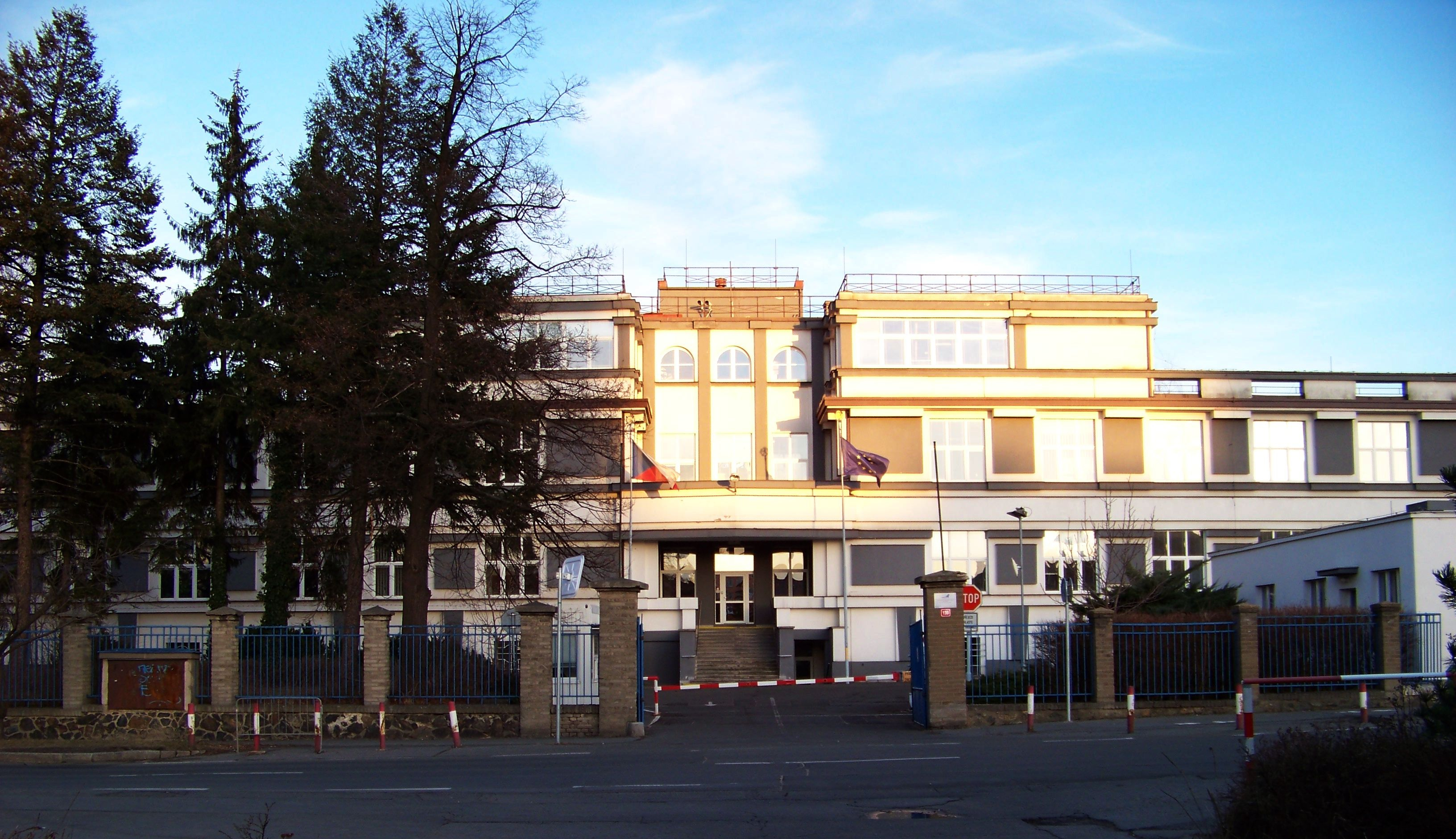
Hauptgebäude des VZLÚ in Letňany

Das Výzkumný a zkušební letecký ústav, a.s. (VZLÚ; deutsch Aeronautisches Forschungs- und Prüfungsinstitut) ist ein tschechisches Forschungszentrum für Luft- und Raumfahrt. Es hat seinen Hauptsitz in Prag.

## Geschichte
Die Geschichte des VZLÚ begann am 1. Mai 1922 mit der Gründung eines Instituts für Luftfahrt (Vzduchoplavecký studijní ústav) unter Federführung des Verteidigungsministeriums der Tschechoslowakei. Mehr als 80 Flugzeugtypen und Helikopter von Letov, Avia, Aero und Praga wurden seitdem von dem VZLÚ getestet und zugelassen.
1923 wurde das Institut in Vojenský letecký ústav studijní (VLÚS) umbenannt und zog 1927 in eigene Räumlichkeiten in Letňany um, wo anfangs sieben Abteilungen entstanden, zuständig für Aerodynamik, Triebwerke, Flugzeuge, Elektro- und Funkanlagen, Fotooptik, Meteorologie und Luftfahrtmedizin. 1933 verschmolz die Einrichtung mit dem Militärischen Institut für Technik, wodurch die Forschungs- und Prüfarbeit um die Themenbereiche Ballistik und Fahrzeug- und Panzertechnik erweitert wurde. Nach dem Zweiten Weltkrieg wurde das anfangs dem Verteidigungsministerium angehörige Forschungszentrum reorganisiert und den Zivilbehörden unterstellt. War man anfangs vor allem mit Aerodynamik und Stabilitätsberechnungen beauftragt, übernahm man ab 1954 nun auch die Entwicklung und Prüfung von Flugzeugen und Flugzeugteilen, darunter auch für die Aero L-39 und die Let L-410. Im gleichen Jahr erfolgte die vollständigen Ausrichtung auf den zivilen Luftfahrtsektor und die Vergabe der heute noch verwendeten Bezeichnung. Für einige Flugzeuge aus tschechoslowakischer Produktion entwickelte man neue Motoren und Propeller, aber auch Schleudersitzsysteme. Das Unternehmen entwickelte aber auch den ersten tschechoslowakischen Flugsimulator und den ersten Autopiloten, Kontroll- und Diagnosesysteme und Navigationssysteme. Das VZLÚ war auch federführend bei der Lizenzproduktion der sowjetischen Iljuschin Il-10, der Il-14 und der MiG-15 beteiligt. Das VZLÚ entwickelte das Schulflugzeug TOM-8, das aber nicht in Serie ging.
Nach dem Zusammenbruch des kommunistischen Regimes im Jahr 1989 musste das VZLÚ mit der schwindenden Bedeutung der tschechischen Luftfahrtindustrie und dem Zusammenbruch der Absatzmärkte in den RGW-Staaten zurechtkommen. Zu den ersten Neuentwicklungen gehörte die Aero L-159 ALCA, das Transportflugzeug Let L-610 und die Aero Ae270.
Seit 1993 bemüht sich das VZLÚ um Forschungsaufträge des tschechischen Staates und der EU zur Unterstützung der heimischen Luftfahrtindustrie. Zu den neusten Entwicklungen des Prager Forschungszentrums gehört die Beteiligung am Bau der Evektor EV-55.

## Eigentümerstruktur
Das VZLÚ gehört zu 100 % dem tschechischen Finanzministerium.

## Produkte und Dienstleistungen

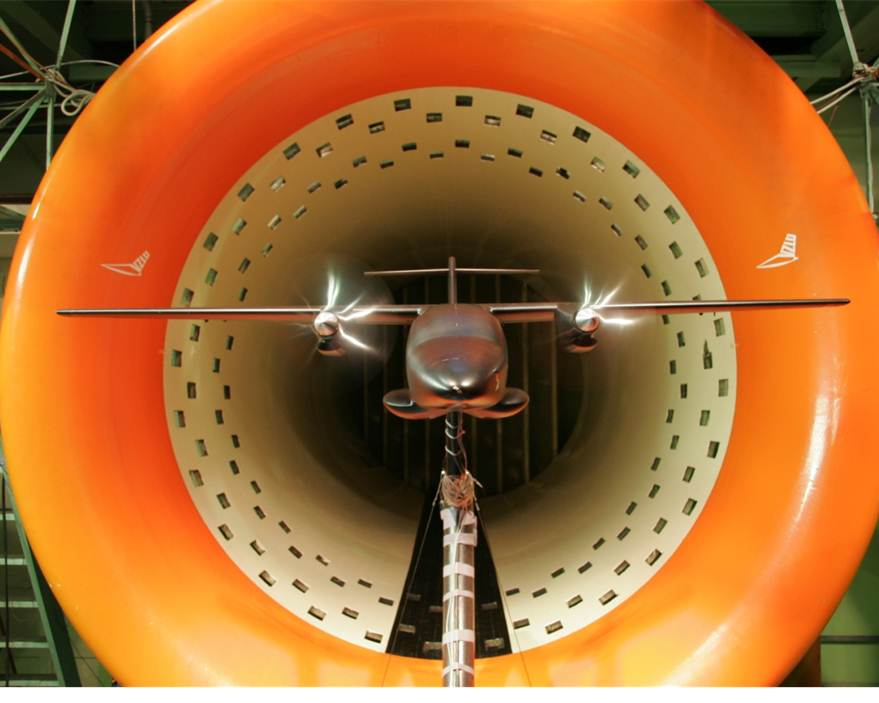
Test im Windkanal

Das Forschungszentrum ist für Forschung, Entwicklung und Erprobung in Luft- und Raumfahrttechnik verantwortlich, darunter für aerodynamische Studien, die Entwicklung und Prüfung von Werkstoffen, Triebwerken, Propellern, Flächentragwerken und die Entwicklung von wissenschaftlichen Instrumenten für den Einsatz im Weltraum. Außerdem ist es akkreditierte Prüfungsstelle für die Luft- und Raumfahrt.